# Donji Martijanec
Donji Martijanec est une municipalité située dans le comitat de Varaždin, en Croatie. Au recensement de 2001, la municipalité comptait 4 327 habitants, dont 98,98 % de Croates et le village de Martijanec, siège de la municipalité, comptait 430 habitants.

## Localités
En 2001, la municipalité de Donji Martijanec comptait 11 localités :
| - Čičkovina - Gornji Martijanec - Hrastovljan - Križovljan - Madaraševec - Martijanec | - Poljanec - Rivalno - Slanje - Sudovčina - Vrbanovec |